# Blažena Blažejová
Blažena Blažejová (3. února 1867 Mladá Boleslav – 19. července 1944 Kladno) byla česká činoherní herečka.
Začínala u kočovných divadelních společností, v letech 1905–1907 působila v Národním divadle v Brně, později ve Východočeském divadle v Pardubicích a v letech 1916–1929 v Městském divadle na Kladně.

## Významnější role
- Kateřina (Victorien Sardou, Madame Sans Gêne),
- Ema Sadílková (Václav Štech, Třetí zvonění).